# Геласий (Клементьев)
Архимандрит Геласий (в миру Василий Клементьев; ум. 18 мая 1888) — архимандрит Авраамиева Богоявленского монастыря Ростовской епархии РПЦ.

## Биография
Василий Клементьев родился в семье священника Ставропольской епархии (по свидетельству архимандрита Григория — из Симбирской епархии). После окончания семинарского курса в 1853—1855 годы был священником.

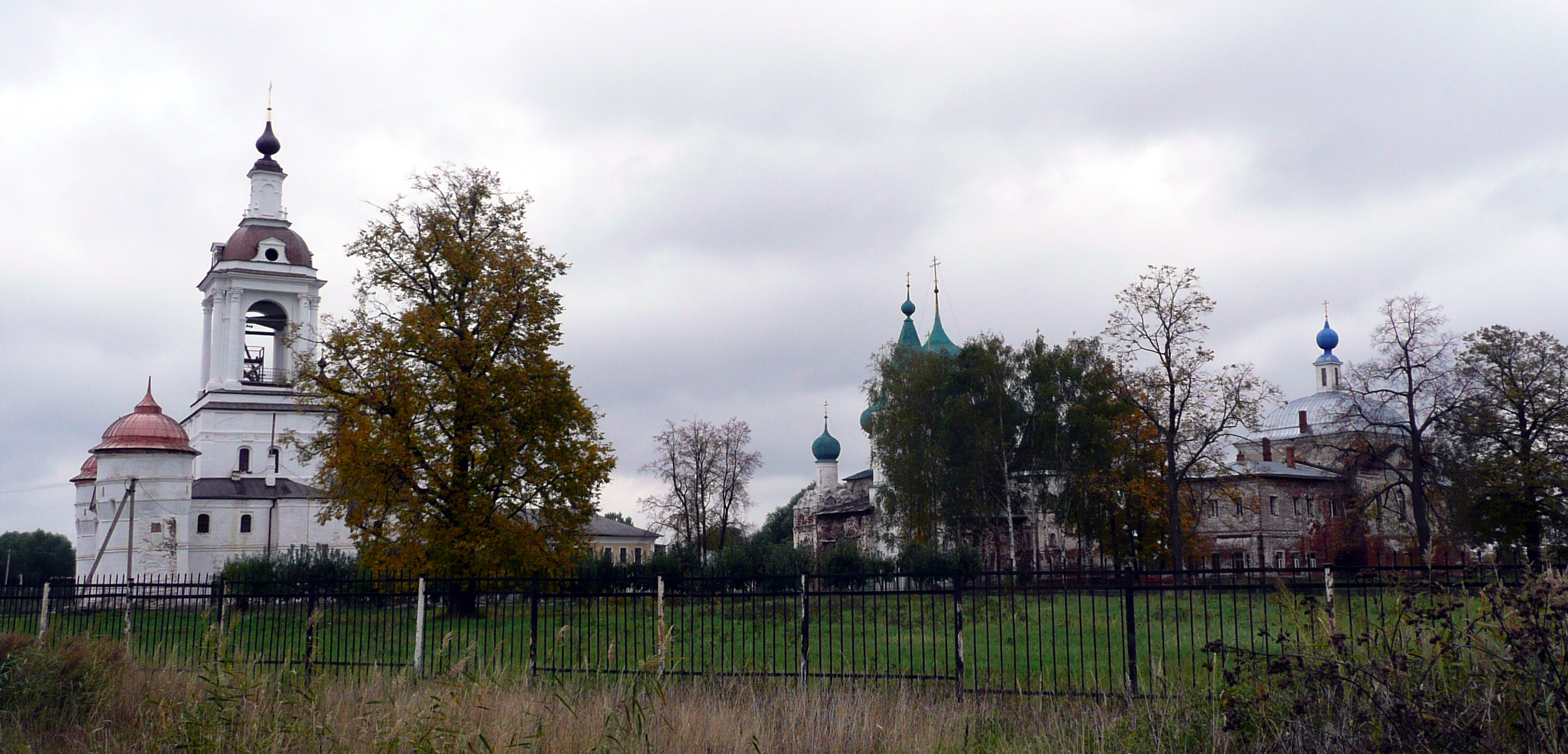
Авраамиев Богоявленский монастырь

Овдовев, он поступил в Московскую духовную академию, где и был пострижен в монашество с именем Геласий. По окончании курса (1860) со степенью магистра богословия Геласий был назначен профессором Вифанской духовной семинарии, затем занимал должности инспектора в Ярославской (1861 год) и в Орловской (1864 год) духовных семинариях и 28 апреля 1864 года был возведен в сан архимандрита.
14 июня 1868 года отец Геласий был назначен членом Санкт-Петербургского духовно-цензурного комитета.
31 марта 1881 года он был назначен настоятелем Ростовского Богоявленского монастыря Ростовской епархии Русской православной церкви.
Скончался 18 мая 1888 года и был погребен близ западной стены придела Иоанна Богослова.